# 279037 Utezimmer
279037 Utezimmer este o planetă minoră (asteroid) din centura de asteroizi. A fost descoperită pe 8 noiembrie 2008 la  de Erwin Schwab⁠(d) și a fost numită după Ute Zimmer⁠(d). 
Obiectul prezintă o orbită caracterizată de o semiaxă mare de 2,8105563901173 UAi, o excentricitate de 0,11765437765166, o înclinație de 4,323035380041 ° în raport cu ecliptica.